# Villa scrobiculata
Villa scrobiculata är en tvåvingeart som först beskrevs av Friedrich Hermann Loew 1869.  Villa scrobiculata ingår i släktet Villa och familjen svävflugor.
Artens utbredningsområde är Illinois. Inga underarter finns listade i Catalogue of Life.